# Diego Moreira
Diego Manuel Jadon da Silva Moreira, in carriera Diego Moreira, noto anche come Moreira Jr. (Liegi, 6 agosto 2004), è un calciatore belga naturalizzato portoghese, centrocampista o attaccante dello Strasburgo e della nazionale Under-21 portoghese.

## Biografia
Moreira è nato a Liegi dove allora suo padre, l'ex Nazionale della Guinea-Bissau Almami Moreira, militava come giocatore nello Standard Liegi. Dalla parte materna, è nipote di Helmut Graf, ex calciatore austriaco che ha militato nel club dal 1976 al 1982.

## Caratteristiche tecniche
Esterno sinistro in grado di giocare su entrambi i lati dell'attacco, Moreira è descritto come un giocatore dotato di una grande velocità, esplosivo e tecnicamente dotato, eccellendo soprattutto nel dribblare gli avversari. È paragonato a grandi fantasisti del calibro dell'ex nazionale portoghese Nani.

## Carriera

### Club

#### Gli inizi, Benfica
Arrivato nelle giovanili dello Standard Liegi, dove suo padre ha giocato fino al 2006, Moreira ha deciso di lasciare il club a causa di motivi personali nel 2019, iniziando ad allenarsi con il Lierse. Infine, la Federazione calcistica del Belgio non ha approvato il suo trasferimento. Ha finito per lasciare Les Rouches per potersi accasare al Benfica nell'agosto 2020, firmando il suo primo vero e proprio contratto da professionista nel 2021.
Moreira ha iniziato la propria carriera professionistica nell'Under-23 del Benfica nella Liga Revelação a metà della stagione 2020-2021. Durante la stagione successiva è diventato ben presto un punto fermo della formazione, segnando la sua prima rete nel derby contro lo Sporting Lisbona U23. Ha esordito professionalmente con il Benfica B il 10 gennaio 2022, sostituendo Tiago Gouveia negli ultimi 15 minuti della gara persa per 2-1 in casa contro i rivali del Porto.
Ha avuto un ruolo importante nella UEFA Youth League, dove il Benfica Under-19 è riuscito a superare un girone contro la Dynamo Kyïv, Barcellona e Bayern Monaco Under-19, segnando una rete importante proprio contro i bavaresi aiutando la sua squadra a vincere per 4-0 nell'ottobre 2021. Nella fasi finali, ha segnato una doppietta e servito due assist nella vittoria per 4-0 contro i rivali dello Sporting nei quarti di finale, e ha fornito altri due assist nella finale vinta per ben 6-0 sul Salisburgo aiutando il Benfica a vincere il suo primo titolo di Youth League e il primo titolo europeo dopo la UEFA Champions League vinta nella stagione 1961-1962.
Sotto la guida dell'allenatore ad interim Nélson Veríssimo, Moreira è stato finalmente promosso nella prima squadra del Benfica insieme ad altri sette giocatori provenienti dalle giovanili. Debutterà ufficialmente il 13 maggio 2022 nel match vittoria per 2-0 sul Paços de Ferreira nella Primeira Liga. Tuttavia, dopo aver rifiutato il rinnovo con il club nella pre-stagione, è stato relegato nella squadra B dove continuerà a giocare sempre meno, con l'allenatore Luís Castro che ha ritenuto la sua situazione "difficile", prima di tornare nella squadra Under-23 per il resto della stagione.

#### Chelsea e prestito all'Olympique Lione
Il 1º luglio 2023, Moreira ha firmato ufficialmente per il Chelsea sovrascrivendo un contratto valido fino al 2028. Debutta in un'amichevole precampionato vinta per 5-0 contro il Wrexham da titolare. Il 30 agosto seguente fa il proprio debutto in una gara ufficiale, valida per il secondo turno di Coppa di Lega contro il Wimbledon.
Il 1º settembre 2023 passa ufficialmente in prestito all'Olympique Lione, in Ligue 1. Debutta con il club francese il 17 settembre seguente in una gara pareggiata in casa per 0-0 contro il Le Havre, subentrando ad Ernest Nuamah al 77' minuto. La settimana successiva, in una gara esterna contro il Brest (1-0), avrà la sua prima opportunità di scendere in campo da titolare. In quattro mesi il portoghese riuscirà a scendere in campo in sole nove occasioni e così, il 22 gennaio 2024, il prestito viene anticipatamente interrotto e il giocatore fa ritorno a Londra.

#### Strasburgo
Il 16 agosto 2024 viene acquistato a titolo definitivo dallo Strasburgo, con cui sottoscrive un contratto quinquennale valido fino al 30 giugno 2029. Esordisce con gli alsaziani due giorni dopo, subentrando a Pape Daouda Diong in un pareggio esterno contro il Montpellier. Il successivo 29 settembre segna il suo primo gol, decidendo il match casalingo contro l'Olympique Marsiglia.

### Nazionale

#### Portogallo
Con la doppia cittadinanza belga e portoghese, pur essendo assoldabile sia per la Guinea-Bissau sia per la Germania, ha deciso inizialmente di rappresentare la Nazionale Under-15 del Belgio esordendo con essa nella vittoria per 3-1 sull'Inghilterra disputata al St George's Park nel febbraio 2019.
Anche prima di partire per giocare con il suo club, il giovane ha deciso di passare alla selezione lusitana nel 2019, diventando titolare con la Nazionale Under-16 e, dopo che la stagione 2020-2021 era stata interrotta per COVID, ha deciso di andare direttamente in Under-18.

#### Belgio
Il 19 maggio 2025 ottiene dalla FIFA la possibilità di essere convocato dal Belgio, venendo convocato per le gare amichevoli di giugno.

## Statistiche

### Presenze e reti nei club
Statistiche aggiornate all'8 dicembre 2024.
| Stagione         | Squadra          | Campionato       | Campionato | Campionato | Coppe nazionali | Coppe nazionali | Coppe nazionali | Coppe continentali | Coppe continentali | Coppe continentali | Altre coppe | Altre coppe | Altre coppe | Totale | Totale |
| Stagione         | Squadra          | Comp             | Pres       | Reti       | Comp            | Pres            | Reti            | Comp               | Pres               | Reti               | Comp        | Pres        | Reti        | Pres   | Reti   |
| ---------------- | ---------------- | ---------------- | ---------- | ---------- | --------------- | --------------- | --------------- | ------------------ | ------------------ | ------------------ | ----------- | ----------- | ----------- | ------ | ------ |
| 2021-2022        | Benfica B        | SL               | 1          | 0          | -               | -               | -               | -                  | -                  | -                  | -           | -           | -           | 1      | 0      |
| 2022-2023        | Benfica B        | SL               | 24         | 3          | -               | -               | -               | -                  | -                  | -                  | -           | -           | -           | 24     | 3      |
| Totale Benfica B | Totale Benfica B | Totale Benfica B | 25         | 3          |                 | -               | -               |                    | -                  | -                  |             | -           | -           | 25     | 3      |
| 2021-2022        | Benfica          | PL               | 1          | 0          | CP+CdL          | -               | -               | UCL                | -                  | -                  | -           | -           | -           | 1      | 0      |
| 2022-2023        | Benfica          | PL               | 0          | 0          | CP+CdL          | 0               | 0               | UCL                | 1                  | 0                  | -           | -           | -           | 1      | 0      |
| Totale Benfica   | Totale Benfica   | Totale Benfica   | 1          | 0          |                 | 0               | 0               |                    | 1                  | 0                  |             | -           | -           | 2      | 0      |
| ago. 2023        | Chelsea          | PL               | 0          | 0          | FACup+CdL       | 0+1             | 0               | -                  | -                  | -                  | -           | -           | -           | 1      | 0      |
| 2023-gen. 2024   | Olympique Lione  | L1               | 7          | 0          | CF              | 2               | 0               | -                  | -                  | -                  | -           | -           | -           | 9      | 0      |
| 2024-2025        | Strasburgo       | L1               | 14         | 1          | CF              | -               | -               | -                  | -                  | -                  | -           | -           | -           | 14     | 1      |
| Totale carriera  | Totale carriera  | Totale carriera  | 47         | 4          |                 | 3               | 0               |                    | 1                  | 0                  |             | -           | -           | 51     | 4      |

## Palmarès
- Coppa Intercontinentale Under-20: 1

Benfica: 2022
- UEFA Youth League: 1

Benfica: 2021-2022